# Кінематика механізмів
Кінема́тика механі́змів — розділ теорії машин і механізмів, в основі якого лежить вивчення руху ланок механізму без врахування сил, що зумовлюють цей рух. До кінематичних характеристик або параметрів механізму належать: координати та траєкторії руху точок; узагальнені координати ланок; переміщення точок і ланок, їх швидкості і прискорення, а також функції положення і передатні функції механізму.
Розрізняють кінематичні аналіз і синтез механізмів.

## Кінематичний аналіз
Основні задачі кінематичного аналізу:
- визначення положень ланок і траєкторій їхніх точок,
- обчислення лінійних швидкостей і прискорень цих точок,
- кутових швидкостей і прискорень ланок.

Для розв'язання кожної з цих задач задаються геометричні параметри механізму, що визначають його кінематичні властивості і закони руху ведучих ланок. Так, при аналізі кулачкового механізму з роликовим штовхачем задають профіль кулачка, радіус ролика, віддаль між центрами шарнірів.
Аналіз виконують графічними, аналітичними або графоаналітичними методами. Графічними методами, в основу яких покладено геометричні побудови, знаходять положення ланок і траєкторій їхніх точок. Швидкості (прискорення) ланок і їхніх точок визначають переважно методами векторної алгебри. Аналітичними методами встановлюють залежність між координатами точок ланок і переміщенням (кутовим або лінійним) ведучої ланки, а також між швидкостями і прискореннями точок. Ці методи дозволяють визначати положення ланок із заздалегідь заданою точністю. Завдання зводиться до запису та вирішення системи нелінійних рівнянь, рішення яких зазвичай шукається числовими методами, що пов'язане із значним обсягом обчислень. З розвитком обчислювальної техніки ці методи набули найбільшого поширення.
Результати аналізу використовують при проектуванні машин і механізмів. Знаючи траєкторії точок ланок, встановлюють, наприклад, обриси корпусів машин, з'ясовують можливість вільного переміщення ланок без зіткнення однієї з одною.

## Синтез механізмів
Синтез механізмів — підрозділ кінематики механізмів про методи розрахунку кінематичних схем механізмів за заданими структурними, кінематичними і динамічними властивостями.
Задачі кінематичного синтезу обернені: визначення кінематичних схем механізмів за заданими кінематичними властивостями. Задаючи, наприклад, закон руху веденої ланки кулачкового механізму, визначають побудовою або обчисленням профіль кулачка, що забезпечує заданий закон руху
Задача структурного синтезу полягає у побудові кінематичних схем механізмів із заданого числа ланок, що забезпечують однозначну залежність між переміщеннями веденої і ведучої ланок без примусу, без навантаження на веденій ланці. У кінематичному синтезі найчастіше вдаються до визначення розмірів ланок механізмів за кількома положеннями веденої ланки. Визначають також розміри ланок механізмів, що відтворюють задану траєкторію точки (або її частину) або закон руху веденої ланки. Оскільки відтворити цю траєкторію важко, а іноді й неможливо, користуються методами наближеного синтезу, що ґрунтуються на працях П. Л. Чебишова. Найпростішим є кінематичний синтез кулачкового механізму, для якого можна задати майже будь-який закон руху веденої ланки, після чого нескладними побудовами і обчисленнями знайти профіль кулачка, що забезпечує заданий закон руху.
Мета динамічного синтезу — визначити такі параметри механізму, при яких його коефіцієнт корисної дії найбільший, нерівномірність обертання ведучої ланки не перевищує норми, сили інерції ланок зрівноважені, а динамічна похибка переміщення веденої ланки, зумовлена деформуванням ланок, допустима.